# Спірос Кіпріану
Спірос Кіпріану (грец. Σπύρος Κυπριανού; 28 жовтня 1932, Лімасол, Кіпр — 12 березня 2002, Нікосія, Кіпр) — президент Кіпру від 3 вересня 1977 до 28 лютого 1988 року.

## Біографія
Отримав економічну та юридичну освіту в Лондоні. Там же почав свою політичну діяльність, заснувавши Національний союз кіпрських студентів в Англії (EFEKA) і ставши його першим президентом. У 1950-ті роки брав активну участь в боротьбі за незалежність Кіпру, піддавався переслідуванням з боку британської колоніальної влади, жив в еміграції, брав участь у переговорах про надання Кіпру незалежності. До отримання Кіпром незалежності працював у представництвах Кіпрської православної церкви в Лондоні і Нью-Йорку, з 1952 року був секретарем архієпископа Макаріоса.
З серпня 1960 міністр юстиції, за кілька днів також отримав портфель міністра закордонних справ (до 1972 року). У цій якості керував Комітетом міністрів Ради Європи з квітня по грудень 1967 року. У вересні 1964 уклав угоду з СРСР про військову допомогу. 5 травня 1972 пішов у відставку, після цього працював юристом. У 1974 керував делегацією, що вела переговори з першим після повалення хунти демократичним урядом Греції Константіноса Караманліса.
12 травня 1976 заснував Демократичну партію, яка на парламентських виборах 5 вересня одержала 21 мандат з 35. Після цього став головою Палати представників.
Після того, як 3 серпня 1977 президент Макаріос помер, відповідно до конституції став виконувати обов'язки президента. 3 вересня 1977 обраний завершити президентський термін Макаріоса. 28 лютого 1978 переобраний за відсутності суперників. 13 лютого 1983 обраний на другий термін у першому турі виборів, отримавши 56,54 % голосів. У 1988 програв у першому турі виборів, на яких у другому переміг Георгіос Васіліу.
26 травня 1996 був знову обраний головою Палати представників. У 2000 пішов у відставку і незабаром помер від раку. Його наступником на посаді керівника Демократичної партії став Тассос Пападопулос.
Був одружений і мав двох синів. Молодший, Маркос Кіпріану (1960 р.н.), активно бере участь в політиці: у березні 2003 — квітні 2004 був міністром фінансів, а в березні 2008 — липні 2011 міністром закордонних справ Кіпру.